# Smart Automobile

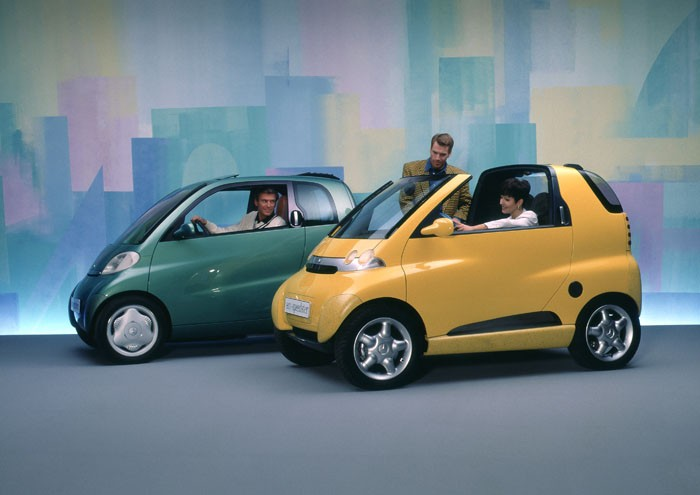
Eco-Sprinter i Eco-Speedster (1994)

Smart City-Coupe (1998)

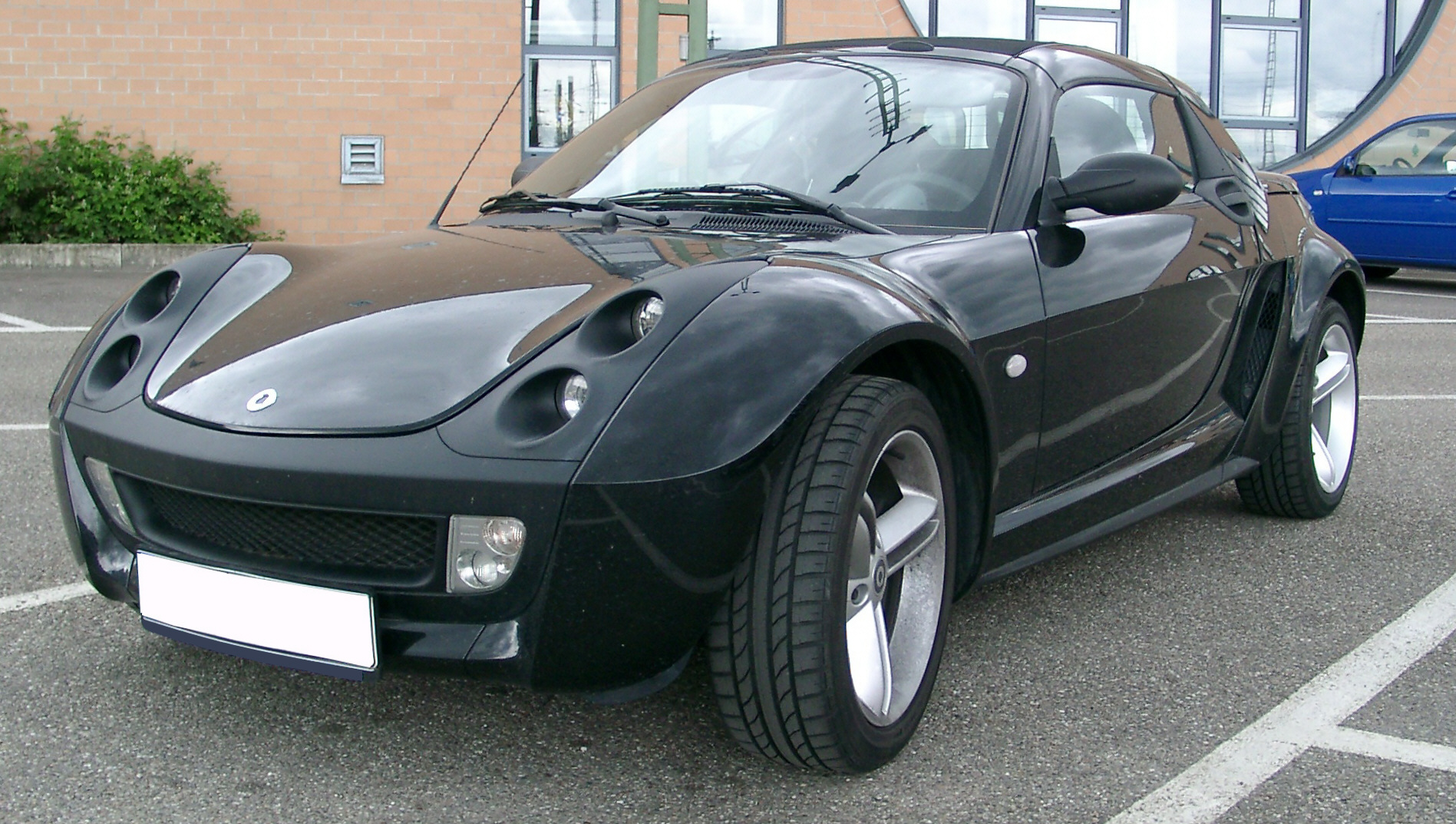
Smart Roadster (2002)

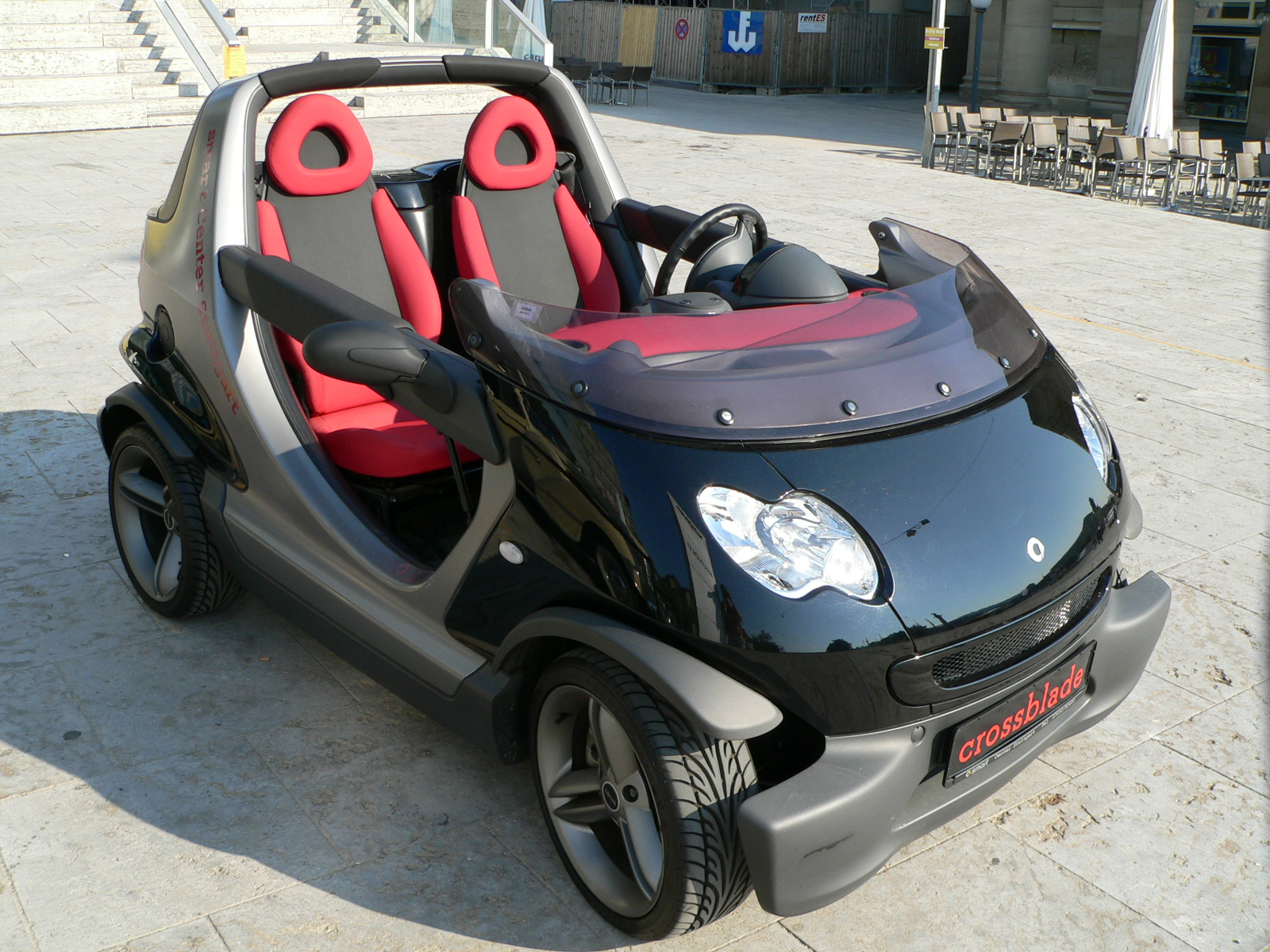
Smart Crossblade (2002)

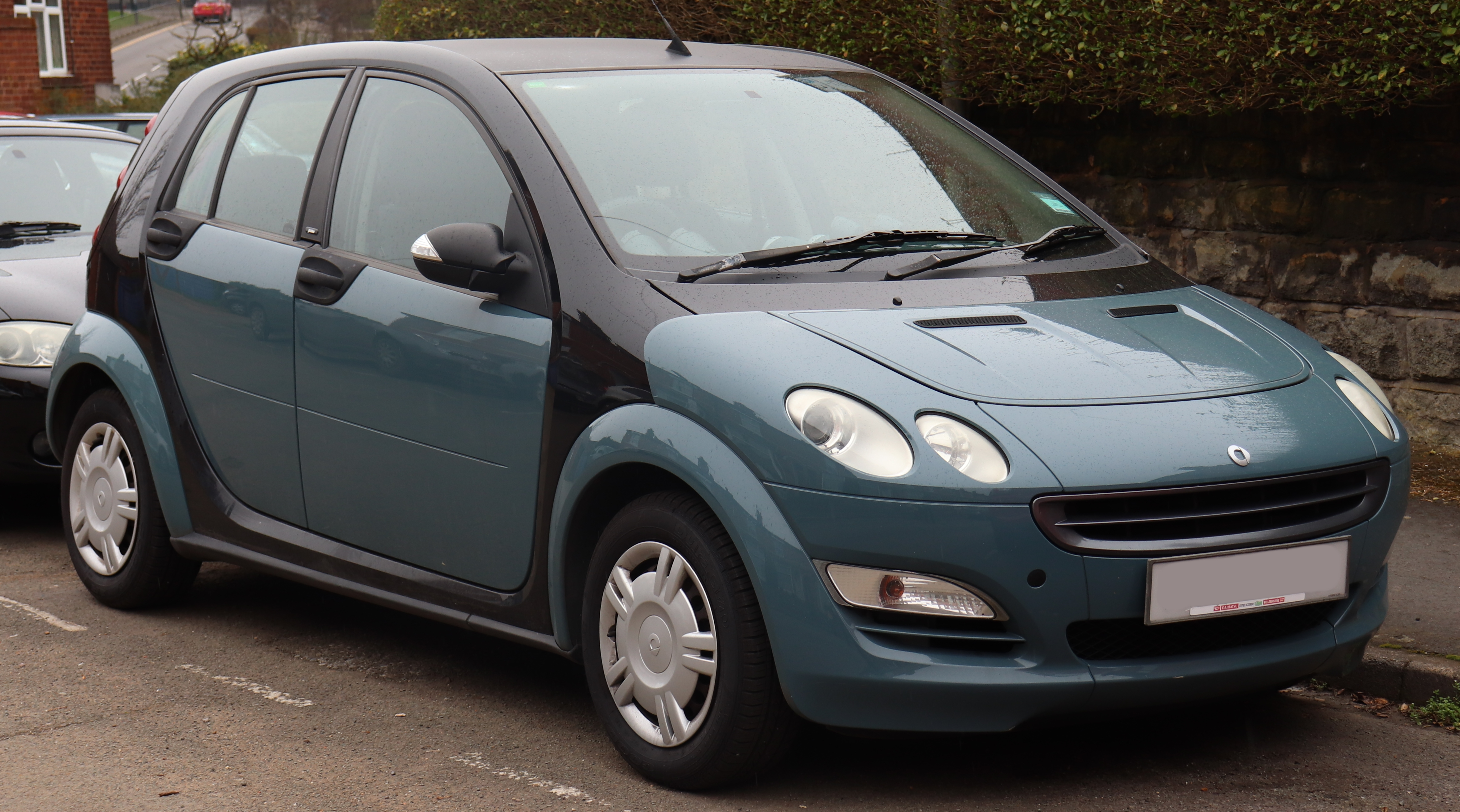
Smart Forfour (2003)

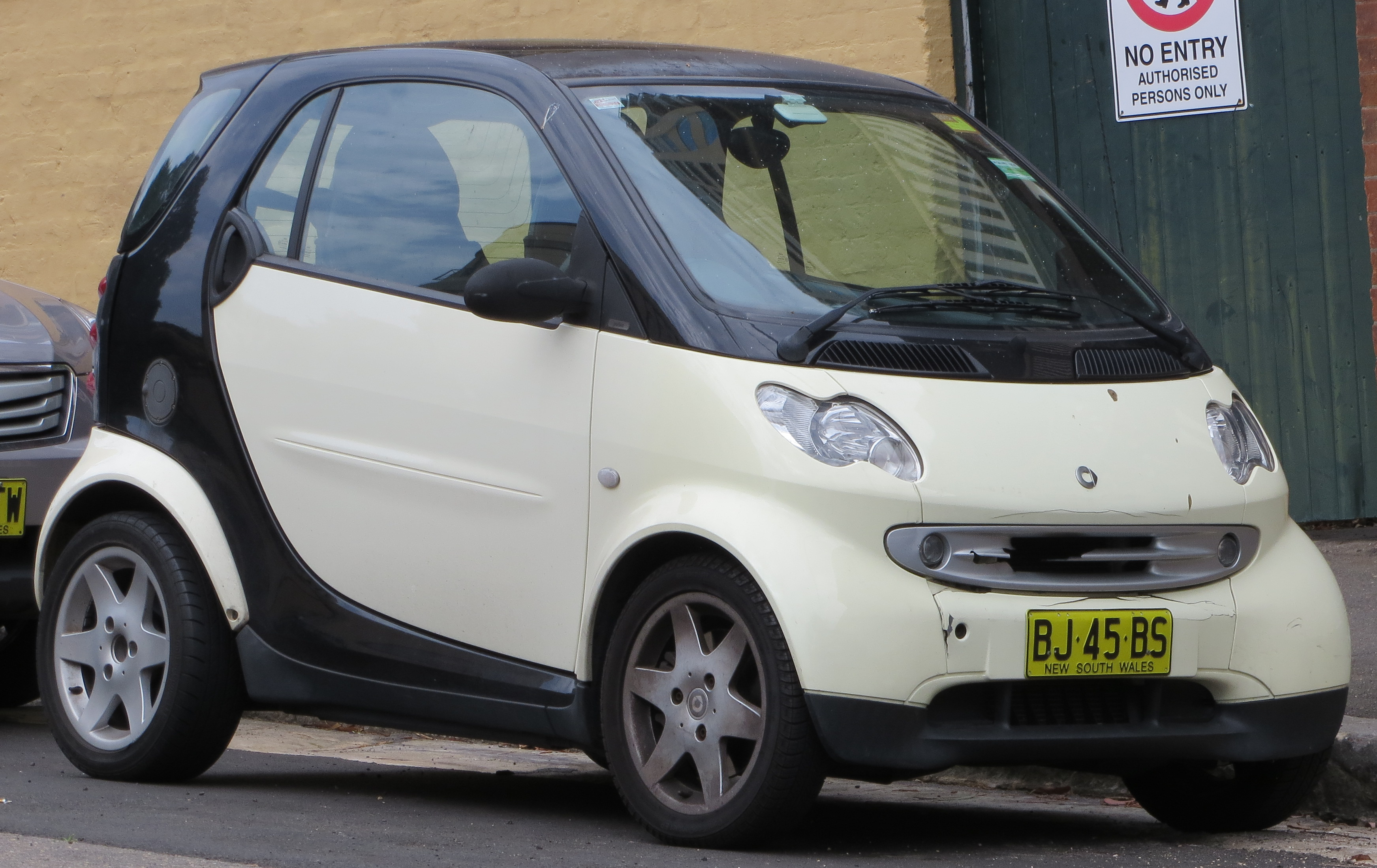
Smart Fortwo (2004)

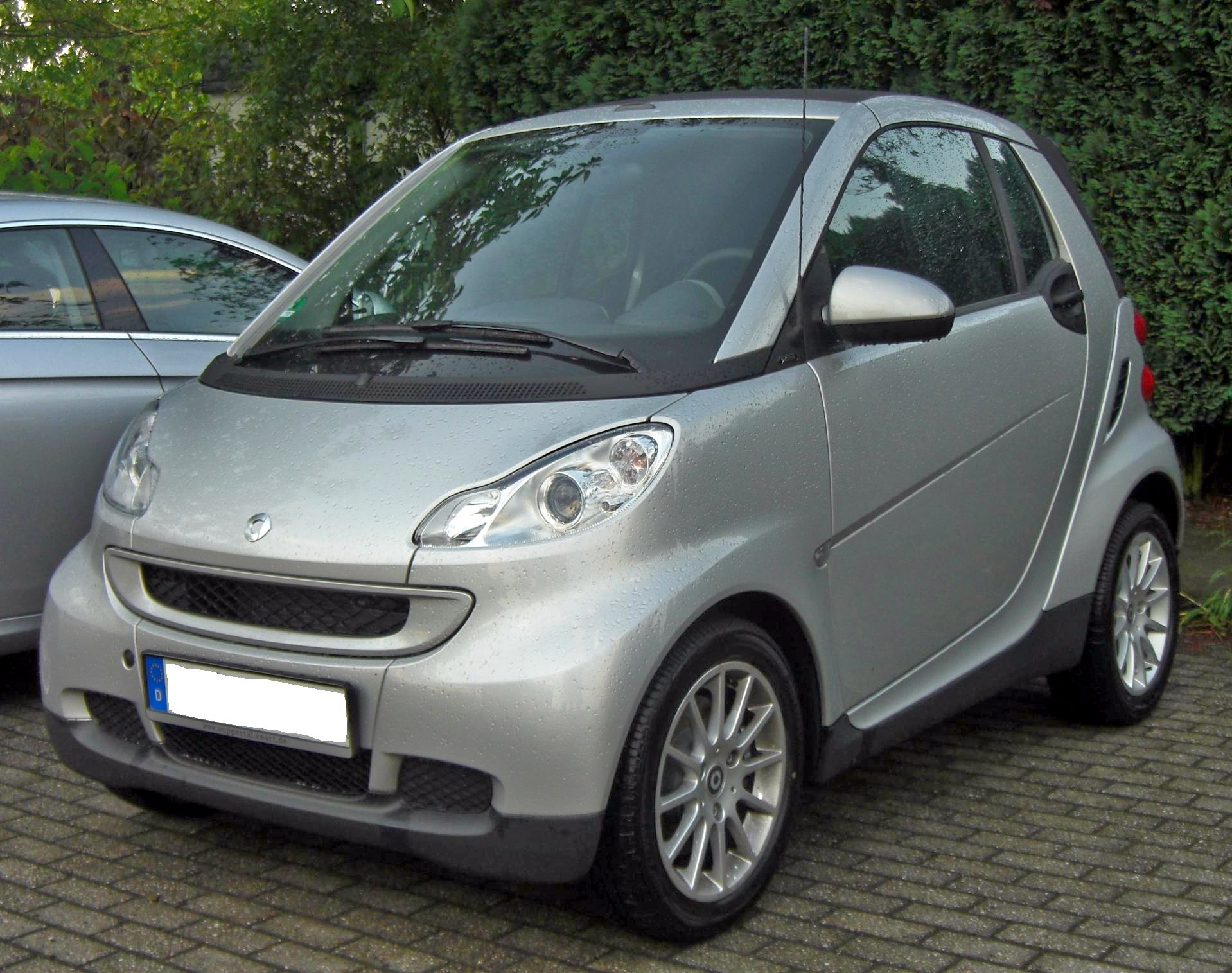
Smart Fortwo (2007)

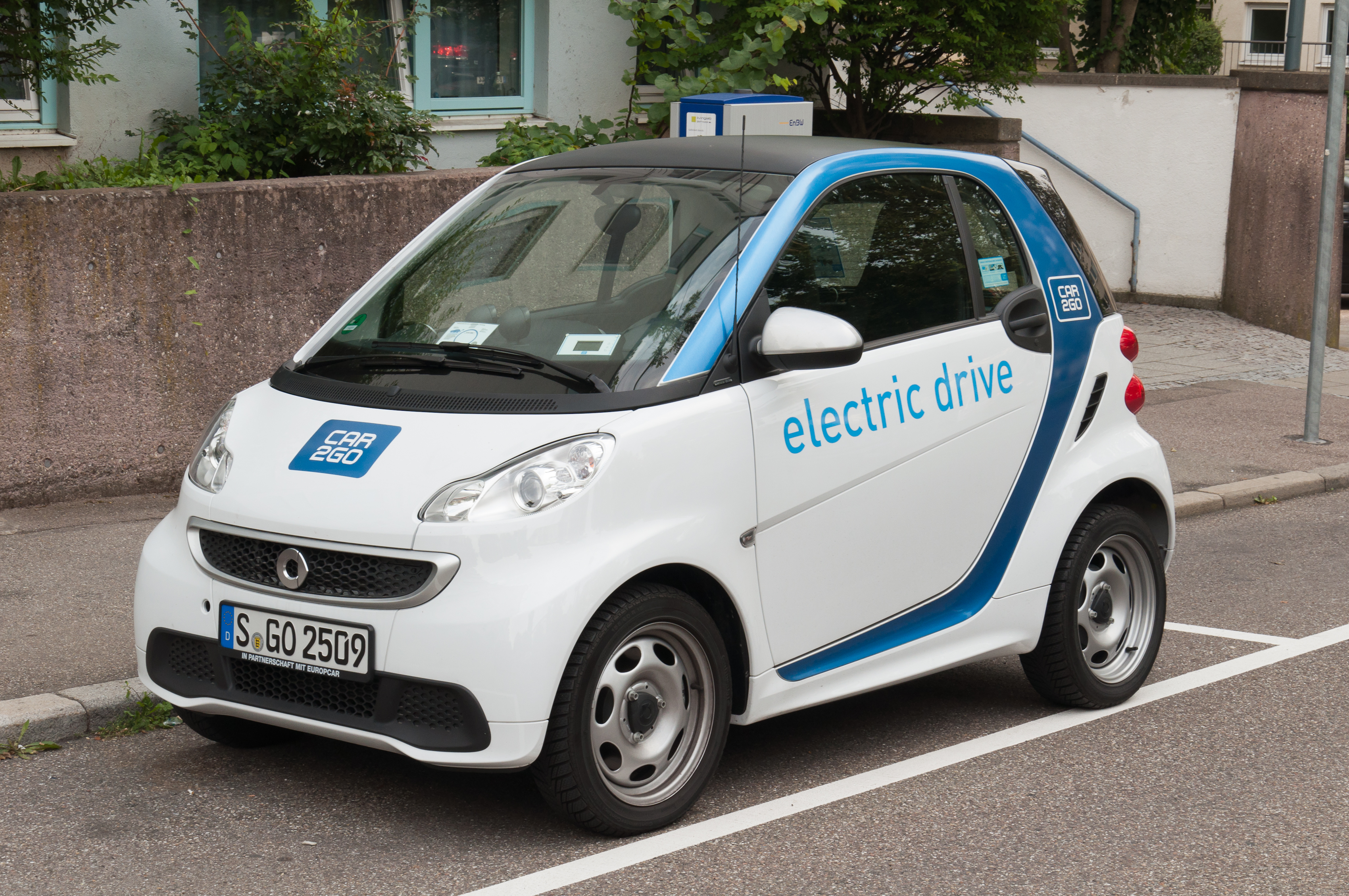
Smart Fortwo Electric Drive (2013)

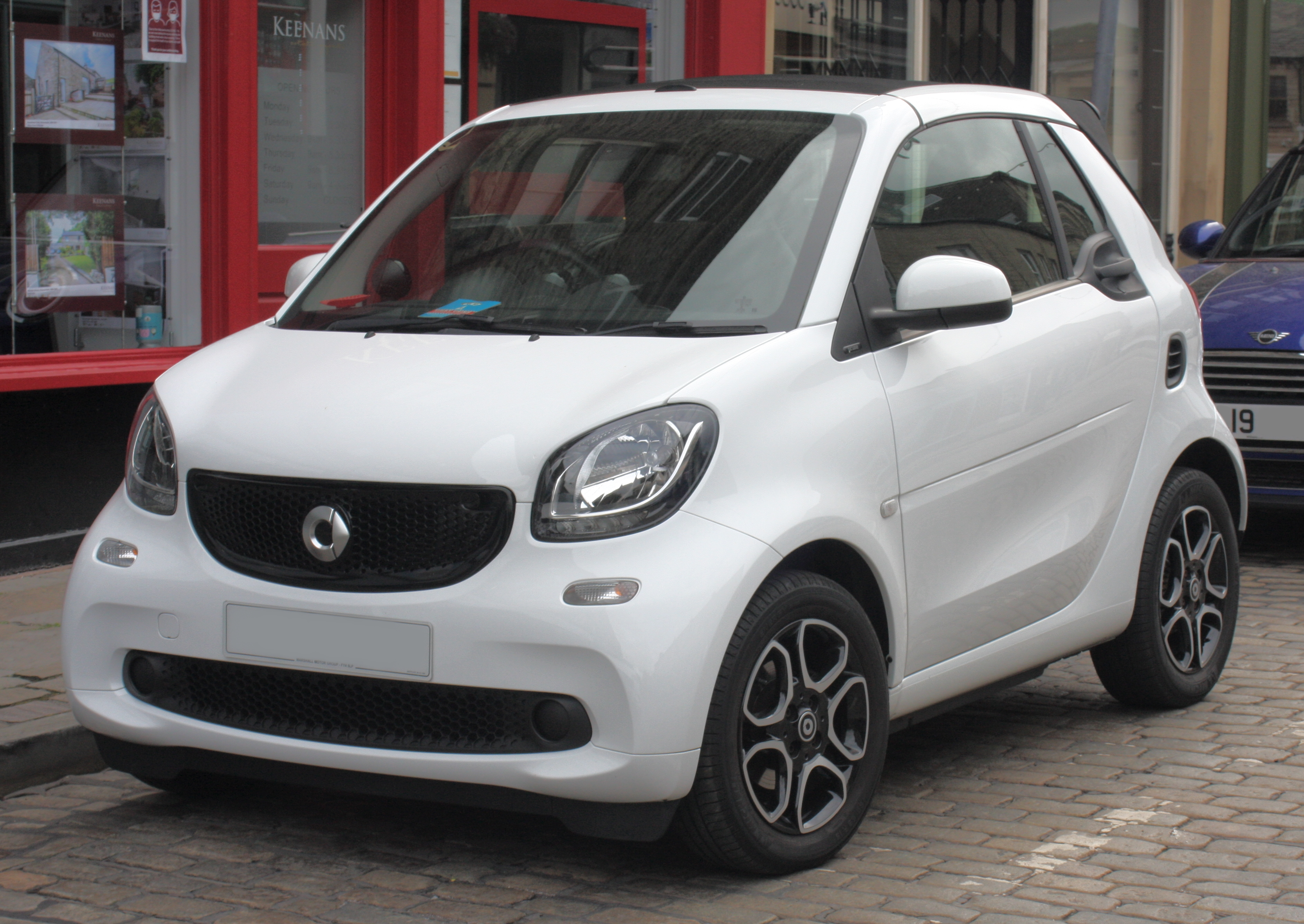
Smart Fortwo (2014)

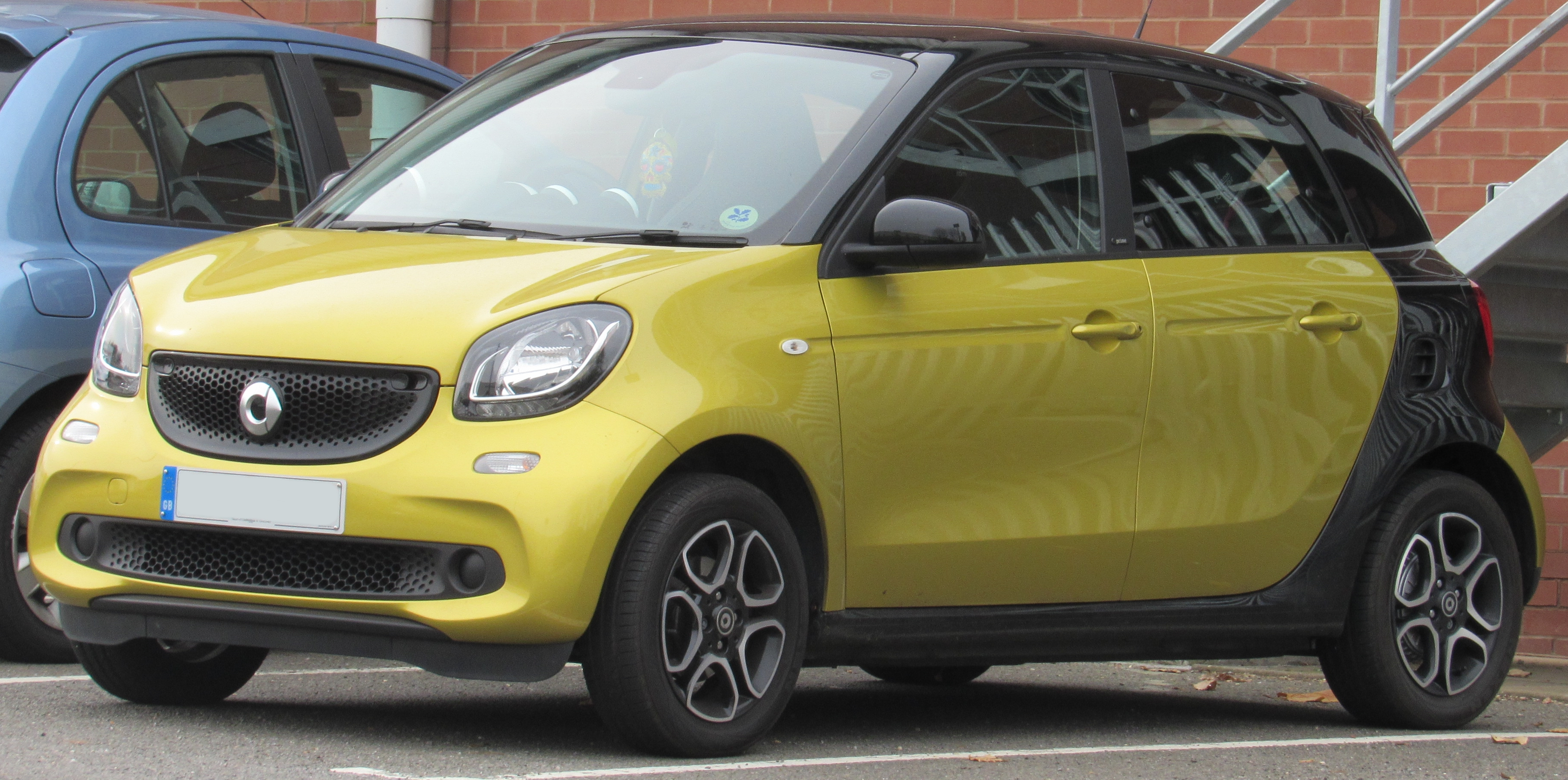
Smart Forfour (2014)

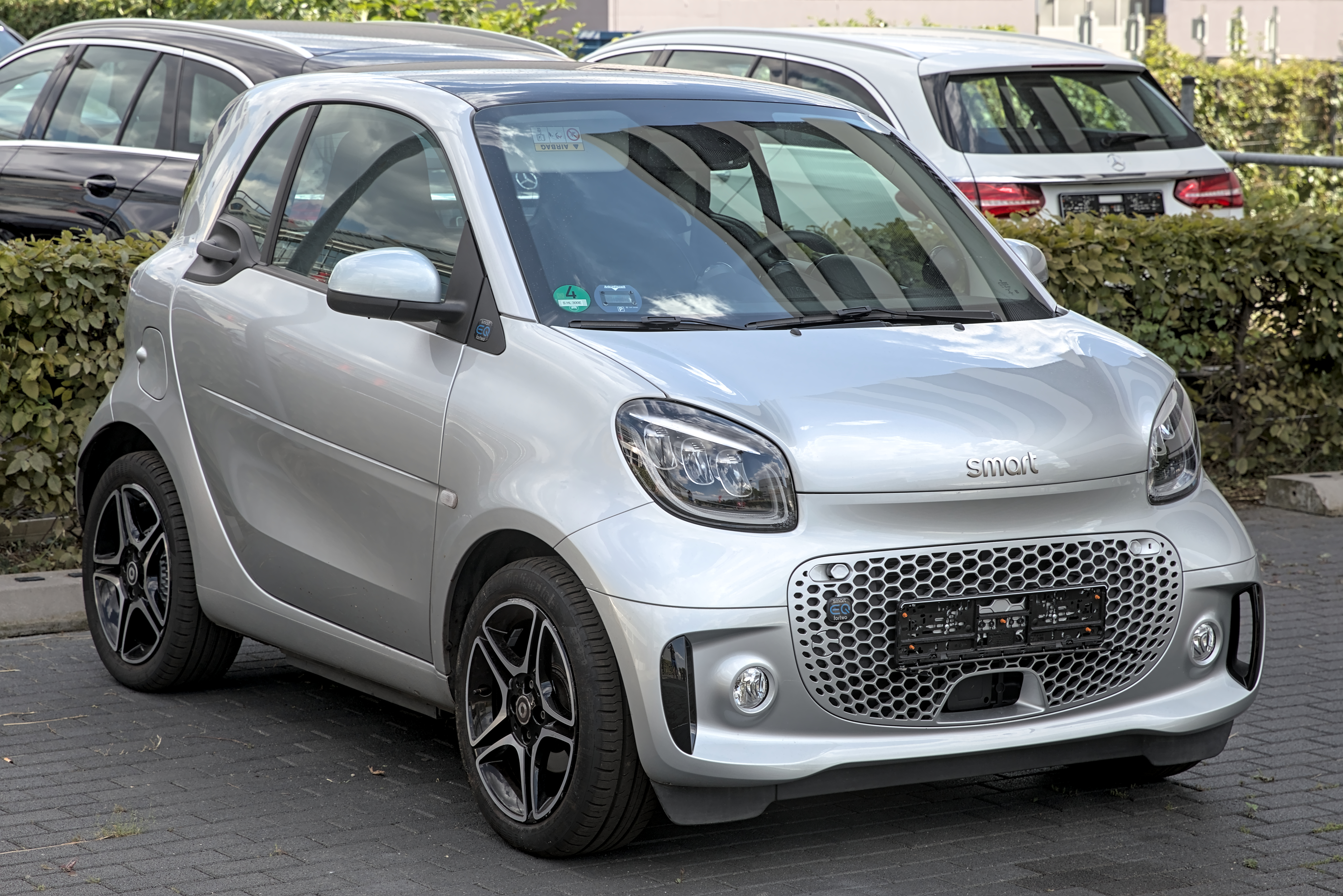
Smart EQ Fortwo (2020)

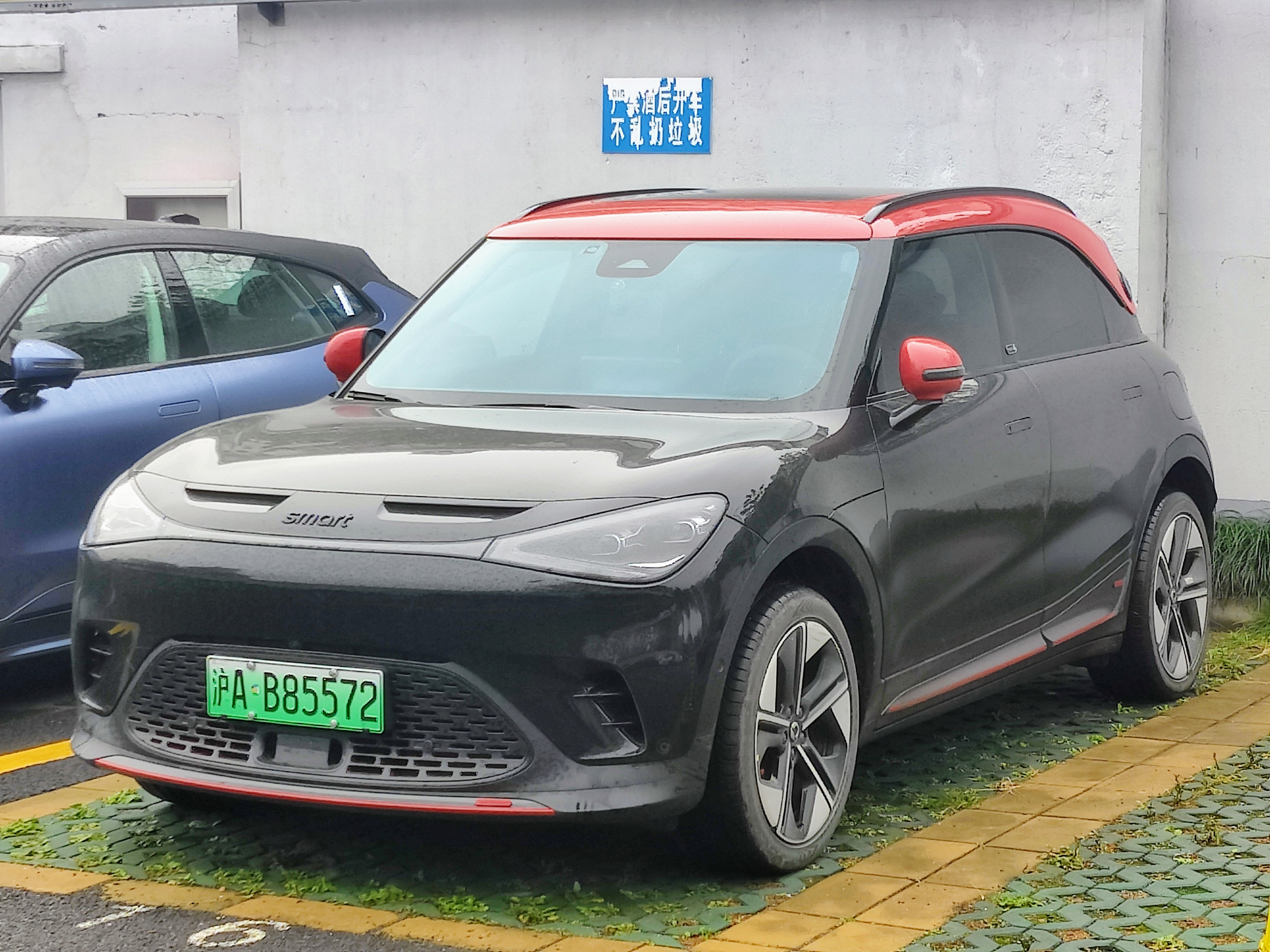
Smart #1 Brabus (2022)

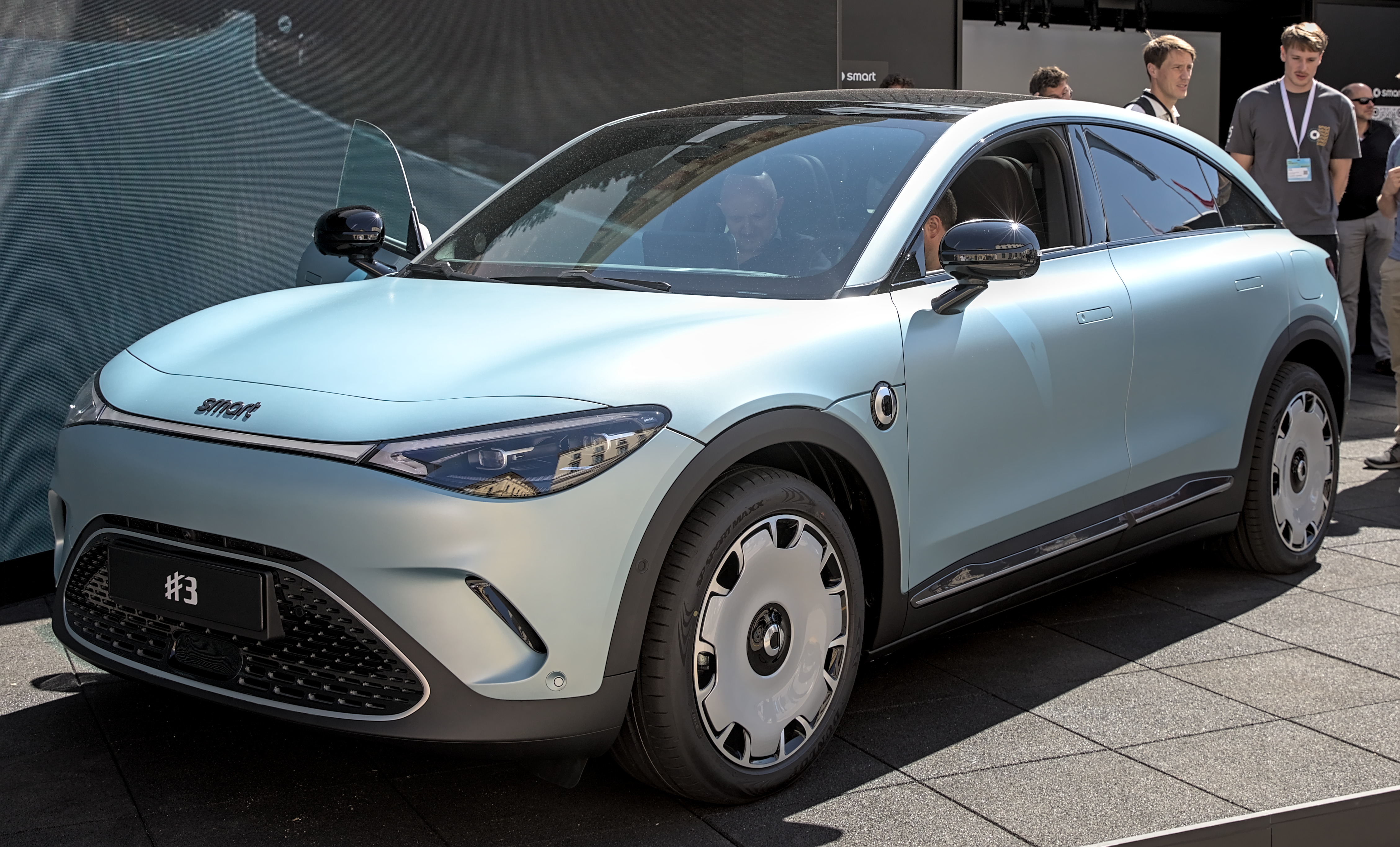
Smart #3 (2023)

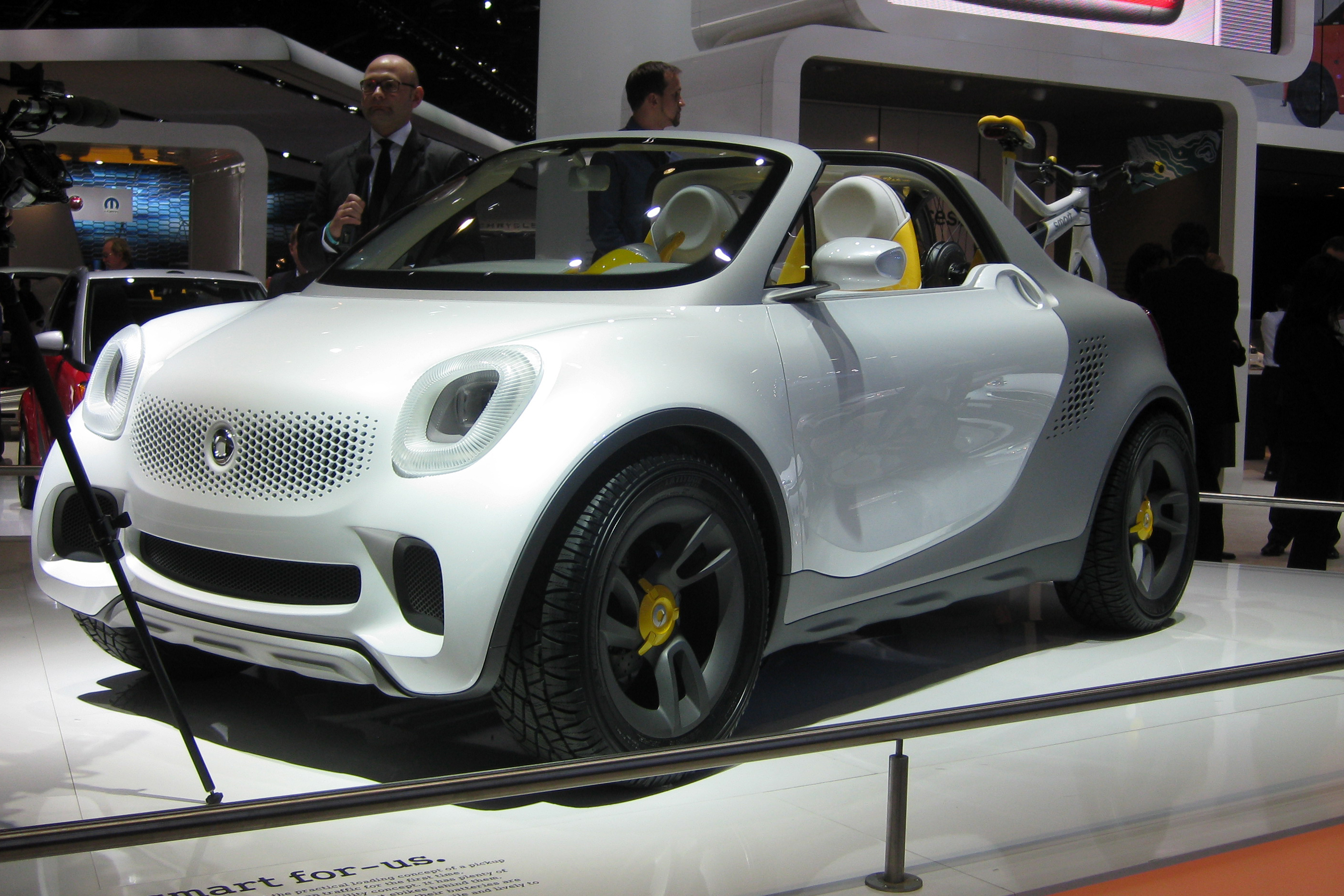
Smart For-Us (2012)

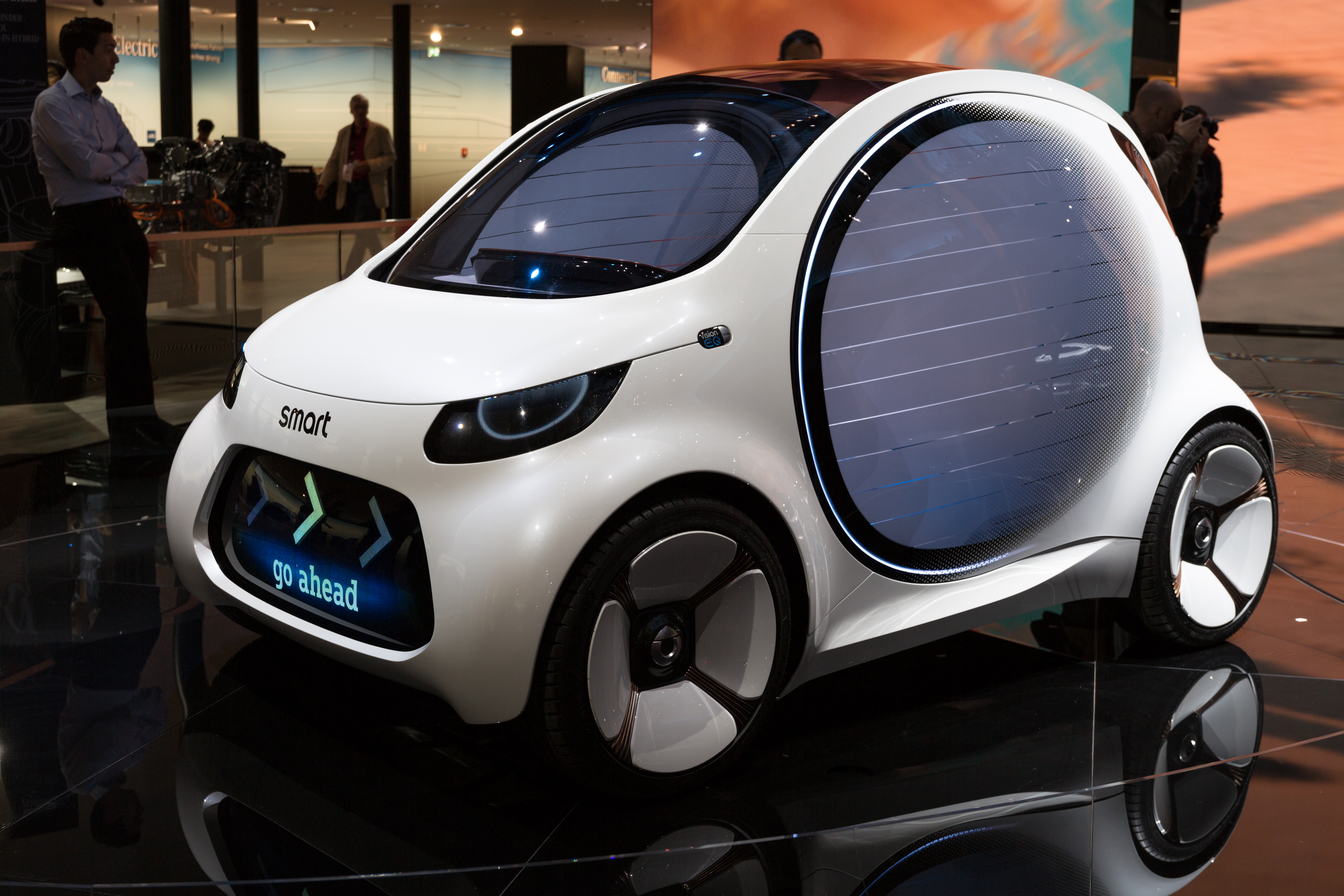
Smart Vision EQ Fortwo (2017)

Smart Automobile (chiń. upr. 智马达汽) – chińsko-niemiecki producent elektrycznych samochodów, z siedzibą w Ningbo, działający od 1994 roku. Należy do joint venture między koncernami Geely i Mercedes-Benz Group.

## Historia

### MCC
Pomysłodawcą stworzenia Smarta był szwajcarsko-libański przedsiębiorca Nicolas Hayek, założyciel i właściciel firmy produkującej zegarki Swatch. Uważał on, że nowoczesny miejski samochód powinien być: pojazdem małym, dla dwóch osób, z bagażnikiem na skrzynkę piwa, tanim jak auto z drugiej ręki, a jednocześnie bezpiecznym i wygodnym jak samochód tradycyjnych rozmiarów. Z powodu braku zaplecza technologicznego, na początku lat 90 XX wieku rozpoczął on poszukiwania zewnętrznego partnera do realizacji swojej koncepcji. Hayek prowadził negocjacje z różnymi koncernami motoryzacyjnymi, takimi jak Renault, General Motors, BMW czy Volkswagen Group, z tym ostatnim dokonując nawet pierwszych ważnych ustaleń co do potencjalnego projektu. Po zmianie na stanowisku prezesa w 1993 roku niemiecki koncern zarzucił plany budowy mikrosamochodu w koncepcji założyciela Swatcha, co zmusiło Nicolasa Hayeka do wznowienia poszukiwań partnera biznesowego. Udało mu się przekonać koncern Daimler-Benz, z którą zawiązał w 1994 roku spółkę szwajcarsko-niemiecką Micro Compact Car AG z siedzibą w Biel/Bienne. Rozwijany projekt wzorowano na pomyśle i studyjnych rozwiązaniach autorstwa stylisty Johanna Tomforde z 1972 roku, a także autorskim prototypie mikrosamochodu Mercedesa o nazwie "NAFA" z 1982 roku. Jeszcze w tym samym roku przystąpiono do poszukiwania lokalizacji do produkcji, w grudniu 1994 wybierając francuskie miasto Hambach z planami postawienia tam nowej fabryki.
Wstępem do wprowadzenia seryjnego pojazdu na rynek była prezentacja w 1994 roku dwóch prototypów przedstawiających wariacje na temat wspólnego przedsięwzięcia Nicolasa Hayeka i Mercedesa. Jednobryłowe studium Eco-Sprinter oraz inaczej stylizowany Eco-Speedster  z otwartym dachem wyróżniły się futurystyczną stylistyką, a także wizerunkiem kierowanym do młodych nabywców. Po ich debiucie przystąpiono do finalnych prac nad produkcyjnym modelem, podczas których Mercedes-Benz podjął decyzję o wprowadzeniu obszernych poprawek technicznych. Chciano, aby gotowy mikrosamochód miał bardziej schowane koła w bryle, a także wyżej zawieszone nadwozie. Skutkowało to jednak pogorszeniem się stabilności oraz komfortu prowadzenia, w efekcie czego zdecydowano się na szerzej rozstawione koła i dociążenie przedniej części nadwozia dla lepszego rozkładu mas. Na etapie przygotowań mikrosamochodu do produkcji pojawił się pierwszy spór na linii Hayek-Mercedes. Biznesmen proponował nazwę Swatchmobile lub Swatch Car, co spotkało się ze sprzeciwem Niemców, którzy optowali za neutralnym terminem. Ostatecznie ustalono, że pojazd otrzyma nazwę Smart nawiązującą do pierwszych liter wyrazów "Swatch" i "Mercedes" oraz angielskiego słowa "art".

### Smart
Po ogłoszeniu lokalizacji do fabryki Smartów w grudniu 1994 roku, ich budowa zakończyła się niespełna 3 lata później. W październiku 1997 doszło do uroczystego otwarcia "Smartville" przy udziale ówczesnego prezydenta Francji Jacquesa Chiraca i kanclerza Niemiec Helmuta Kohla. Momentem kulminacyjnym całego przedsięwzięcia była z kolei prezentacja efektu 4 lat prac konstruktorów Mercedesa Smart City-Coupé w październiku 1997 roku podczas targów IAA we Frankfurcie nad Menem. Rezultat rozczarował Nicolasa Hayeka, który nie tylko nie był zadowolony z wyglądu miejskiego pojazdu oraz kierunku w jakim poszła jego ogólna koncepcja, ale i braku posiadania bardziej ekonomicznego, hybrydowego napędu. W rezultacie, wycofał się on z przedsięwzięcia jeszcze przed wprowadzeniem Smarta do sprzedaży i odsprzedał swoje udziały w spółce MCC Mercedesowi. Tym samym, Micro Compact Car stało się do końca 1998 roku przedsięwzięciem w 100% należącym do Mercedesa, przenosząc swoje dotychczasowe biuro ze Szwajcarii do niemieckiego miasta Böblingen. Tymczasem, po rozpoczęciu produkcji w lipcu 1998, City-Coupe jeszcze w październiku tego samego roku trafił do oficjalnej sprzedaży w Europie Zachodniej. Na początku 1999 roku producent Smartów zmienił nazwę z Micro Compact Car GmbH na Micro Compact smart GmbH, poszerzając swój zasięg rynkowy o kolejne kraje europejskie włącznie z Wielką Brytanią w 2000 roku. W  tym samym roku firma zaprezentowała swój drugi model w postaci otwartej odmiany City-Coupe o nazwie Smart City-Cabriolet. We wrześniu 2002 zdecydowano się ponownie przemianować spółkę zarządzającą produkcją Smartów, porzucając dotychczasowy człon "MCC" na rzecz po prostu Smart GmbH.
Początek XXI wieku przypadł na intensywny rozwój gamy modelowej Smarta, poza otwartą wersją City-Cabriolet inwestując w powiększenie się portfolio o większe oraz odmiennej koncepcji modele. Pierwszym z nich był niewielki samochód sportowy Smart Roadster, którego premirę poprzecił debiut prototypu o takiej samej nazwie w 2000 roku, by w seryjnej postaci mieć swoją premierę w 2002. W tym samym roku zadebiutował limitowany, specjalny model Smart Crossblade, z kolei w 2003 niemiecka firma przedstawiła samochód radykalnie wykraczający poza pierwotną koncepcję firmy w postaci subkompaktowego, 5-drzwiowego hatchbacka Forfour. Opracowany wspólnie z Mitsubishi, trafił do produkcji na zlecenie holenderskiej spółce VDL Nedcar w Born. W tym samym czasie podstawowe modele City-Coupe i City-Cabriolet utworzyły jedną rodzinę modelową pod nową nazwą: Smart Fortwo.

### Restrukturyzacja
W 2005 roku ofensywa modelowa Smarta miała objąć kolejny dotąd niezagospodarowany segment rynkowy, szykując kompaktowego SUV-a Smart Formore opartego na technice Mercedesa klasy C i dzieląc z nim napęd 4MATIC i 3-litrowy silnik V6. Samochód miał trafić do produkcji w brazylijskich zakładach DaimlerChrysler w Juiz de Fora, z debiutem zaplanowanym na jesienne IAA 2005 we Frankfurcie nad Menem. Tuż przed premierą gotowego samochodu projekt Formore został wycofany i nie doczekał się realizacji. Zbiegło się to bowiem z krytyczną weryfikacją sytuacji finansowej Smarta, w którego intensywne nakłady przyniosły ok. 4 miliardów euro strat w okresie między 2003 a 2006 rokiem. Skłoniło to ówczesny koncern DaimlerChrysler do wdrożenia radykalnego planu oszczędnościowego, w wyniku czego poza zaprzestaniem dalszego rozwoju gamy w 2006 roku wycofano z produkcji także dotychczasowe, niepopularne modele Roadster i Forfour. Zamiast tego, firma skoncentrowała się na wdrożeniu do produkcji nowej, drugiej generacji mikrosamochodu Fortwo jako jedynego produktu w gamie. W 2007 roku poszerzono zasięg rynkowy o Stany Zjednoczone.
Druga dekada XXI wieku przyniosła zmiany w stylistyce produktów Smarta, którą zwiastowała seria prototypów i co objawiło się przy prezentacji nowej generacji modelu Fortwo. Została ona opracowana w ramach szerszego porozumienia koncernu Daimler i Renault, w wyniku czego samochód był technicznie bliźniaczą konstrukcją wobec debiutującego wówczas nowego Renault Twingo. Smart zdecydował się też przywrócić do oferty model Forfour, tym razem jednak jedynie w roli małego, miejskiego hatchbacka będącego 4-drzwiowym wariantem Fortwo. Pod koniec stycznia 2015 produkcja Fortwo we francuskim Hambach przekroczyła 1,7 mln sztuk, jednak druga połowa drugiej dekady XXI wieku przypadła na ogólny spadek popularności Smartów. Szczególna marginalizacja pozycji rynkowej nastąpiła w Stanach Zjednoczonych i Kanadzie, skąd po 12 latach zdecydowano się wycofać w 2019 roku.

### Smart Automobile
2019 rok przyniósł największą od 13 lat, drugą tak dużą restrukturyzację działalności Smarta, którą poprzedziły informacje branżowego portalu Autonews.com donoszące o niepewnej przyszłości marki i nadchodzących rozstrzygnięciach ze strony ówczesnego koncernu Daimler. Od likwidacji przynosząca straty filia Mercedesa-Benza została ostatecznie uchroniona przez chiński koncern motoryzacyjny Geely, który zawarł z końcem marca 2019 porozumienie w sprawie transformacji Smarta w spółkę typu joint-venture o nazwie Smart Automobile. Stała się ona przy tym chińsko-niemieckim podmiotem z siedzibą w Ningbo, zapowiadając plany zastąpienia dotychczasowego portfolio modelowego większymi, elektrycznymi crossoverami wytwarzanymi w Chinach z początkiem w 2022 roku.
Jesienią 2019 dotychczasowa oferta Smarta przeszła ostatnią modernizację, która przyniosła także rebranding. Dotychczas produkowane w spalinowych i elektrycznych wariantach napędowych modele Fortwo i Forfour zastąpiły wyłącznie elektryczne EQ Fortwo i EQ Forfour. Po ich debiucie rynkowym, w 2020 Smart stał się marką oferującą wyłącznie samochody elektryczne, będąc pierwszym producentem samochodów spalinowych wdrażającym taką decyzję na rynku. W grudniu 2020 firma przypieczętowała plany wycofania się z produkcji samochodów w Europie, ogłaszając sprzedaż swojej fabryki we francuskim Hambach brytyjskiemu przedsiębiorstwu Ineos Automotive. Transakcja uwzględniła pozostawienie EQ Fortwo w produkcji przez pierwsze lata funkcjonowania zakładu szykującego się wówczas do uruchomienia produkcji samochodu terenowego Ineos Grenadier.
We wrześniu 2021 Smart przedstawił wstęp do pierwszego modelu opracowanego za współprzynależności do Geely w postaci prototypu elektrycznego crossovera Smart Concept #1. Jego seryjna odmiana zadebiutowała oficjalnie w kwietniu 2022 pod nazwą Smart #1, z produkcją wyłącznie w Chinach, która rozpoczęła się we wrześniu tego samego roku. W międzyczasie, na początku 2022 roku zakończono produkcję modelu EQ Forfour, z mniejszym EQ Fortwo pozostającym w produkcji jeszcze do 2024 roku. Już w marcu 2023 firma potwierdziła, że rozpoczęła proces wygaszania produkcji ostatniego modelu z epoki sprzed zawarcia partnerstwa z Geely. W kwietniu 2023 podczas Shanghai Auto Show odbyła się z kolei światowa premiera drugiego modelu opracowanego od podstaw za epoki chińskiego współwłaściciela. Kompakowy crossover Smart #3 został zarazem największym samochodem tej marki w dotychczasowej historii.

## Modele samochodów

### Obecnie produkowane
- #1
- #3
- #5

### Historyczne
- City-Coupé (1998–2004)
- City-Cabriolet (2000–2004)
- Crossblade (2002)
- Roadster (2003–2005)
- Formore (2005)
- Forfour (2004–2006)
- ED (2007)
- Fortwo Electric Drive (2008–2017)
- Fortwo (2004–2019)
- Forfour (2014–2019)
- Forfour Electric Drive (2017–2019)
- EQ Forfour (2019–2021)
- EQ Fortwo (2019–2024)

### Studyjne
- MCC Eco-Sprinter (1994)
- MCC Eco-Speedster (1994)
- Smart Roadster Coupe (2000)
- Smart Tridion 4 (2001)
- Smart Crossblade (2001)
- Smart Crosstown (2005)
- Smart Forspeed (2011)
- Smart Forvision (2011)
- Smart Forstars (2012)
- Smart For-Us (2012)
- Smart Forjeremy (2013)
- Smart Fourjoy (2013)
- Smart Vision EQ Fortwo (2017)
- Smart Forease (2018)
- Smart Concept #1 (2021)
- Smart Concept #5 (2024)